# NGC 1131
NGC 1131 је елиптична галаксија у сазвежђу Персеј која се налази на NGC листи објеката дубоког неба.
Деклинација објекта је + 41° 33' 33" а ректасцензија 2h 54m 34,0s. Привидна величина (магнитуда) објекта NGC 1131 износи 14,6 а фотографска магнитуда 15,6. NGC 1131 је још познат и под ознакама MCG 7-7-5, CGCG 539-125, CGCG 540-7, 5ZW 286, PGC 10964.